# 四月怪談
『四月怪談』（しがつかいだん）は、大島弓子の日本の短編少女漫画作品。およびそれを中心とした作品集。表題作は主婦之友社『ギャルズライフ』1979年6月号に掲載された。
大島自身が実際に見たという幽霊と遊ぶ夢が元になって生まれた作品である。
本作を原作とした実写映画が1988年に公開されている。

## あらすじ
高校生の国下初子は登校途中、工事現場の落下物に当たって死んでしまう。初子の霊は岩井弦之丞という青年の霊と出会い、今なら間に合うから早く肉体に戻って生き返れと忠告されるが、自由に空間を浮遊し、どこにでも行けることの心地よさを知った初子はになかなか現世に戻ろうとしない。百年も前に死に、奇跡的に自分の肉体が見つかって生き返ることを願いながら過ごしている弦之丞は、葬儀の前に初子の霊を肉体に戻さなければと気が気でない。
一方初子は、生きていたときには行けなかった場所を次々に訪れるが、霊になってしまった彼女を誰も感知することはできず、自分から他者に働きかけることもできないので次第につまらなくなってくる。唯一の例外は霊感があると自称していた同級生の夏山登で、初子が彼の部屋に入り込むと、いつの間に来たのかと驚きはするものの普通に会話を交わす。初子は真実を告げられないまま夏山の家を去る。電話で初子の死を知らされ、彼女は今俺の部屋にいると笑い飛ばした夏山だったが、部屋に戻ると誰もいない。
初子は想いを寄せていた津田沼が、クラス委員長である少女の告白を受け、その想いに応えているのを見てショックを受ける。そして初子は子供の頃に大好きだったレンゲ畑に行ってみたが、そこは更地になっていた。すっかり生き返る気力をなくした初子を弦之丞は葬儀の場へと引っ張っていくが、初子は自分の体をあげるからあなたが生き返ればいいと言い始め、弦之丞と激しい口論になる。ところが、初子の棺の蓋が閉じられ、いよいよ火葬されそうになったそのとき、夏山がレンゲの花束を持って現れ、初子が好きだったこの花を入れてやりたいから棺を開けてくれと頼む。それを聞いた初子の母親も泣き叫びながら頼み始め、火葬場の職員が仕方なく棺の蓋を開けたその瞬間、母や夏山の姿に何かを感じた初子の霊は弦之丞の霊の手を引いて一緒に肉体に戻り、棺の中の初子は目を開くのだった。

## 登場人物
- 国下初子（くにしたはつこ）
- 岩井弦之丞（いわいげんのじょう）
- 夏山登（なつやまのぼる）
- 津田沼（つだぬま）
- 委員長
- 初子の母親
- 初子の父親

## 同時収録作品（GLコミックス版）

### おりしも　そのときチャイコフスキーが
『mimi』（講談社）1976年7月号に掲載。
約1兆円の遺産相続者である笛子は、ある時、『ハムレット』の劇の練習をしている親戚と友人たちに、北海道から来たばかりで互いに一目惚れをしたというジローマルという男性を紹介した。そのことを訝しく思った幼馴染みの才蔵は、ジローマルに笛子の遺産のことを話し、笛子の理想の男性がどのようなものであるかを語り、手を引くようにと勧める。

### 雛菊物語
『ギャルズライフ』（主婦の友社）1980年4月号に掲載。
ある2月、母親が菊子を起こしに行くと、菊子の部屋のぶら下がり健康器に首吊り用の輪がかけられているのを見て驚愕する。菊子は遊びだと言うが、心理学を専攻する菊子の兄・信彦は卒論のテーマも兼ねて、彼女の自殺願望を阻止すべく、菊子が難病でひと月も生きられないという大嘘をつき、それを菊子にそれとなく聞かせてどう反応するかという実験を開始する。当初はそのプログラム通りに菊子は動いているかに見えたが、彼女は徐々に信彦の予想を超えた行動を取るようになっていった。

### アポストロフィーS
『JOTOMO』1976年3月号に掲載。

## 同時収録作品（サンコミックス版）

### 快速帆船
『デュオ』（朝日ソノラマ）1985年7月号に掲載。
気がつくと「わたし」はスケバンのような出で立ちで見知らぬ街を歩いていた。名前も、その街に住んでいたのか、どこへ行くつもりだったのかも思い出せない。チンピラに絡まれ、通りすがりのおじさんに助けて貰った彼女は、切符を持っていることに気づき、電車に乗れば何かを思い出すだろうと、電車に飛び乗る。

### ノン・レガート
『デュオ』（朝日ソノラマ）1985年3月号に掲載。
漫画家志望の小松崎晴子は、12月某日に宝くじで3,000万円に当選し、使い道を考えているところへ、友人からその姉のマンションを買わないかと誘われ、家賃生活から免れる絶好のチャンスとばかりにそのマンションを購入する。しかしその後に彼女を待ち構えていたものは、同居する老人たちとの軋轢や、高すぎる維持費など、不運の連続の毎日であった。

### ダリアの帯
『ぶ～け』1985年8月号に掲載。

## 単行本
- 『四月怪談』 主婦の友社・GLコミックス、1981年5月1日
  - 収録作品 -『おりしもそのときチャイコフスキーが』・『雛菊物語』・『アポストロフィーS』・『四月怪談』
- 『四月怪談』 朝日ソノラマ、サンコミックス・ストロベリーシリーズ、1987年9月30日
  - 収録作品 -『四月怪談』・『快速帆船』・『ノン・レガート』・『ダリアの帯』
- 『大島弓子選集 第8巻  四月怪談』朝日ソノラマ、1986年1月31日
  - 収録作品 -『ヒー・ヒズ・ヒム』・『草冠の姫』・『たそがれは逢魔の時間』・『四月怪談』・『赤すいか黄すいか』・『雛菊物語』・『裏庭の柵をこえて』
- 大島弓子 白泉社文庫セレクション『四月怪談』白泉社、1999年3月17日
  - 収録作品 -『ローズティーセレモニー』・『きゃべつちょうちょ』・『ページワン』・『四月怪談』・『雛菊物語』・『桜時間』・『金髪の草原』

## 映画版
小中和哉の監督作品であり、初の35mmフィルム作品である。主演は中嶋朋子と柳葉敏郎。
日本ビクターがVHD（ビデオディスク）の普及の一環のため、他のメディアでは視聴できないVHDオリジナル作品として制作した。制作費は6000万円。
テアトル新宿にて単館上映された。青春を中心テーマに据えたファンタジー映画である。2008年現在は特撮映画監督としての活動が中心となっている小中和哉の初期作だが、小中のデビュー作が『星空のむこうの国』というファンタジー物であったことを含め、小中自身の「ファンタジー志向」をうかがい知ることができる一作である。また本作では小中自身も端役としてカメオ出演しているほか、アニメーターとして板野一郎が参加している。
1991年7月に日本テレビ「月曜映画」で、本作に出演した柳葉敏郎が声優をつとめた「おもひでぽろぽろ」上映宣伝の一環として唯一のテレビ放送がされた。上映時に徳間書店からアニメージュ文庫として本作のフィルムを1コマずつスチールにし、台詞をシナリオ形式で画面の横に掲載した形で発売された。

### 映画版ストーリー
高校生の国下初子は、下校中に立ち寄った廃工場で、落下してきた鉄骨に当たりそうになったはずみで幽霊になってしまう。姿が見えないことや瞬間移動の能力を面白がる初子は、先輩幽霊である弦之丞の「早く自分の体に戻るように」という忠告にもなかなか耳を貸そうとしない。初恋の人にフラれたショックで初子は自暴自棄になり「生き返らない！」と自棄になってしまう……

### スタッフ
- 監督 : 小中和哉
- 原作 : 大島弓子
- 脚本 : 小中和哉、関顕嗣
- 音楽 : 中谷靖
- 撮影 : 志賀葉一
- 照明 : 吉角荘介
- 美術 : 近藤成之
- 録音 : 杉崎喬
- 編集 : 富宅理一
- 助監督 : 山本英史
- スチール : 古沢びんぶん
- アニメーター : 板野一郎
- 現像 : IMAGICA
- ポスプロ : ビデオテック（現：株式会社JVCケンウッド・ビデオテック）、ニューメグロスタジオ
- スタジオ : 東映東京撮影所
- 製作者 : 久野義治、小澤俊晴、小林紘
- プロデューサー : 牛山真一
- 製作協力 : 光和興業

### キャスト
- 国下初子：中嶋朋子
- 弦之丞：柳葉敏郎
- 夏山登（初子の同級生）：角田英介
- 沢木留美子（初子のクラス委員長）：原彩子
- 津田沼宏（初子のクラス副委員長）：新井昌和
- 深沢教諭（初子のクラス担任）：水口馨
- 葬儀社の男：小沢仁志
- 由美（初子の友人）：鈴木愛
- めぐみ（初子の友人）：井沢奈美
- トラックの運転手：永田豪史
- 国下耕作（初子の父）：寺田農
- 国下とし子（初子の母）：山口果林